# 叔帶
叔帶（?—?），是赵国的祖先，周幽王的大臣，为周宣王驾车的大臣奄父的儿子，因为周幽王无道，叔帶离开宗周镐京到晋国去，做晋文侯的臣子，在晋国始建赵氏。自叔带以下，赵氏越来越兴旺，五世而至赵夙。三家分晉的趙國，便是其後人。